# Gestreepte skunk
De gestreepte skunk of gestreept stinkdier (Mephitis mephitis) is het bekendste stinkdier.

## Naam
Deze soort werd door Carl Linnaeus in de tiende editie van Systema naturae "Viverra memphitis" genoemd. Arthur Holmes Howell bevestigde in 1901 dat Linnaeus met opzet "Memphitis" schreef, en niet het meer voor de hand liggende "mephitis", wat "schadelijke zwaveldamp" betekent, en naar de stank van het dier zou hebben verwezen. Linnaeus schreef de naam namelijk op diverse plekken met de extra "m". In de twaalfde editie van Systema naturae onderscheidde Linnaeus deze soort niet meer, maar voegde de eerder gegeven referenties in onder Viverra putorius. In 1776 onderscheidde Johann Christian von Schreber de soort opnieuw, maar nu onder de naam Viverra mephitis. Hij verwees naar "Viverra memphitis" van Linnaeus uit 1758, maar voegde er expliciet aan toe dat hij niet de naam overnam. Het is sindsdien gebruikelijk om de naam gegeven door Schreber te gebruiken, en hem ook als de auteur ervan te citeren. Dat kan op basis van artikel 23.9 van de International Code of Zoological Nomenclature. In 1795 creëerden Étienne Geoffroy Saint-Hilaire en Frédéric Cuvier het geslacht Mephitis, waarvan deze soort de typesoort is.

## Beschrijving
De gestreepte skunk heeft een zwarte vacht met twee brede strepen over de rug en de staart. Ook de schouders en de kap boven op de kop zijn wit. De hoeveelheid wit varieert per dier: er zijn bijna geheel zwarte skunken en bijna geheel witte. Over de gezicht loopt een dunne, witte streep. De staart is ruig. De gestreepte skunk wordt zo groot als een kat. Hij wordt 522 tot 800 millimeter lang en 2,7 tot 6,3 kilogram zwaar, met een staartlengte van 184 tot 393 millimeter. Mannetjes zijn groter dan vrouwtjes.

## Gedrag
De skunk is een omnivoor. Hij eet het liefst kleine knaagdieren, kevers, engerlingen, spinnen, slakken, mieren, rivierkreeften, bijen en wespen, hagedissen, de eieren van grondbroedende vogels, amfibieën, vruchten als kersen en bessen.
De gestreepte skunk is een solitair nachtdier. Het houdt geen winterslaap, maar hij gaat soms in torpor, tijdens koud weer. In de herfst kweekt de skunk een vetlaag, om de voedselarme wintermaanden door te komen. Soms overwinteren meerdere stinkdieren in een hol.
Als hol gebruikt het stinkdier een verlaten hol. Soms gebruikt hij een bestaande schuilplaats als een holle boom of een ruimte tussen de rotsen. Een enkele keer graaft hij zijn eigen hol. Gestreepte skunks gebruiken soms ook ruimtes in muren als verblijfplaats. Over het algemeen zijn winter- en kraamverblijven ondergronds, andere verblijven bovengronds.

## Verdediging
Het vachtpatroon dient als waarschuwing voor natuurlijke vijanden. Mochten deze de waarschuwing negeren, steekt de skunk zijn staart uit, zet de staartharen op, klappert met zijn tanden en stampt op de grond met zijn voorpoten. De meeste roofdieren zullen dan wegvluchten, maar de enkele vijand die blijft staan krijgt een nare verrassing.
De skunk gaat op zijn voorpoten staan, richt de anaalklieren op de aanvaller en spuit een gele, olieachtige, thiolen en thio-esters bevattende muskus. Hij kan drie tot vijf meter ver spuiten, maar de damp die vrij komt kan wel tien meter ver dragen. De geur blijft lang hangen en is van verre te ruiken. De geur is te verwijderen met tomatensap en ammonia. Overigens is de skunk spaarzaam op zijn vloeistof, aangezien hij slechts genoeg heeft voor vijf à zes aanvallen, en het enkele weken duurt voordat de vloeistof is aangevuld.
De meeste roofdieren laten zich hierdoor afschrikken. Alleen de Amerikaanse oehoe, die een slechte reukzin heeft, is een geduchte vijand voor het stinkdier.

## Voortplanting
De paartijd valt van februari tot april. De draagtijd duurt 62 tot 66 dagen, inclusief de verlengde draagtijd van 19 dagen. Het stinkdier krijgt 3 tot 9 jongen per worp, die worden geboren in mei. Bij de geboorte zijn de jongen blind en dunbehaard. De karakteristieke zwartwitgestreepte tekening is al wel duidelijk te herkennen. Na zes tot zeven weken zijn de jongen gespeend, en gaan de jongen samen met de moeder op jacht. Ze worden 8 tot 10 jaar oud.

## Verspreiding
Deze soort komt voor komt voor in bijna geheel Noord-Amerika, in de zuidelijke helft van Canada, de 48 aaneengesloten Verenigde Staten en in noordelijk Mexico, in een groot areaal van verscheidene biotopen: in onder andere woestijnen, bossen, prairies, grasvlakten en buitenwijken kan hij worden aangetroffen.